# Сражение при Румерсхайме
Сражение при Румерсхайме (фр. Bataille de Rumersheim) — одно из сражений во время Войны за испанское наследство на Рейнском ТВД между французскими войсками графа дю Бура и имперскими контингентами графа Мерси, произошедшее 26 августа 1709 года и завершившееся разгромом австрийских войск.

## Перед сражением
На летнюю кампанию 1709 года на Рейнском ТВД имперское командование планировало вторгнуться в Эльзас с трёх сторон: с севера, от Лаутербургской линии, через Рейн и с юга, через территорию Швейцарии мимо Базеля. 
С 20 по 21 августа фельдмаршал-лейтенант граф Мерси с четырьмя имперскими кавалерийскими полками из Райнфельдена через территорию Швейцарии мимо Базеля ворвался в верхний Эльзас. В то же время генерал-вахтмейстер Бройнер двинулся из Фрайбурга в сторону Нойенбурга на Рейне, где 22-23 августа был построен кожаный корабельный мост (36 кожаных и 8 деревянных кораблей), соединивший город с двумя островами, в том числе с левым берегом. Немногочисленные французские войска, стоявшие здесь в окопах, были легко отогнаны, так что имперская пехота смогла беспрепятственно пройти. На левом берегу был образован плацдарм и разбит лагерь, куда пришла кавалерия Мерси из района Базеля.
Вся операция была рассчитана на то, чтобы курфюрст Ганновера одновременно атаковал линию Лаутербурга на севере. Но он действовал настолько нерешительно или вообще не действовал, что французы могли спокойно увеличивать свои войска на юге. Маршал Анри д’Аркур, с начала июня командовавший французскими войсками вдоль Рейна, убедившись в отсутствии активных действий противника на севере, направил быстро собранный корпус графа дю Бура против Мерси. Одновременно на соединение с дю Буром направлялся отряд д’Имекура. 

## Ход сражения
Мерси решил атаковать дю Бура до того, как к нему присоединится д’Имекур. 26 августа его войска четырьмя колоннами прошли через ручей Мюльбах, повернули вправо и на том же уровне продвигались по равнине вдоль Мюльбаха и далее по Рейну. Позиция была занята между деревней Румерсхайм и Рейном, в 10 км севернее плацдарма.
После завершения развертывания параллельно линии французов, стоявших перед деревня Хаммерштадт, имперская пехота атаковала противника так быстро, что полевые орудия, которые должны были находиться в передней части фронта, даже не открыли огонь. В свою очередь, французская кавалерия левого крыла так же стремительно атаковала кирасир, ведомых лично Мерси, и опрокинула их, заставив бежать к Рейнскому мосту. Обнажение правого фланга поставило имперскую пехоту в опасное положение. Несмотря на успешную атаку полка Бройнера на левом фланге, его гибель внесла дезорганизацию. Имперская пехота вскоре оказалась окруженной превосходящими силами, но тем не менее упорно защищалась прикладами и штыками. Отдельным подразделениям удалось пробраться к Рейну, где они смогли перебраться через рукав реки к первому острову и спастись; но большая часть попала в плен ранеными. Мерси с остатками эскадронов бежал вдоль Рейна на территорию Швейцарии.

## Результаты
Таким образом, весь корпус Мерси был разбит. Находившиеся у моста войска прикрытия покинули свой пост, не поддержав сражающихся. Французам достались огромные трофеи: 3000 пленных, сотни телег с провиантом, десятки лодок и барж на Рейне. Эта победа французских войск закрепила Эльзас в составе Французского королевства.